# شابری
شابری (به انگلیسی: Shawbury) یک روستا و محله مدنی در بریتانیا است که در Shropshire واقع شده‌است. شابری ۲٬۸۷۲ نفر جمعیت دارد.